# Kalorienrestriktion
Kalorienrestriktion, auch kalorische Restriktion oder Kalorienbeschränkung genannt, ist die Bezeichnung für eine Diät mit einer gegenüber der Ernährung ad libitum („nach Belieben“) um 10 bis 50 Prozent reduzierten Zufuhr von chemisch gebundener Energie aus Lebensmitteln (siehe: physiologischer Brennwert) über die Ernährung. Ziel ist es, dadurch eine höhere Lebenserwartung oder zumindest ein verzögertes Altern oder gesundheitsfördernde Wirkung zu erzielen, ohne dass sich dabei eine Unterernährung einstellen soll. In der englischsprachigen Fachliteratur werden die Begriffe caloric restriction, calorie restriction oder dietary restriction für die Kalorienrestriktion verwendet.
Bei einer Reihe von Modellorganismen konnte auf diese Weise ein gesundheitsfördernder und lebensverlängernder Effekt nachgewiesen werden. Bei einigen Spezies oder Züchtungen konnte allerdings keine Verlängerung der Lebenserwartung festgestellt werden. Die Verlängerung der Lebenserwartung bei manchen Nagetierstämmen um bis zu 50 % ist unter anderem vom Genom und dem Geschlecht abhängig.
Zuverlässige Daten über einen lebensverlängernden Effekt durch Kalorienrestriktion beim Menschen liegen nicht vor. Während der Effekt im Tiermodell überwiegend anerkannt wird, wird die Übertragbarkeit auf den Menschen kontrovers diskutiert. Die Wirkmechanismen sind hypothetisch und ungeklärt.

## Geschichte

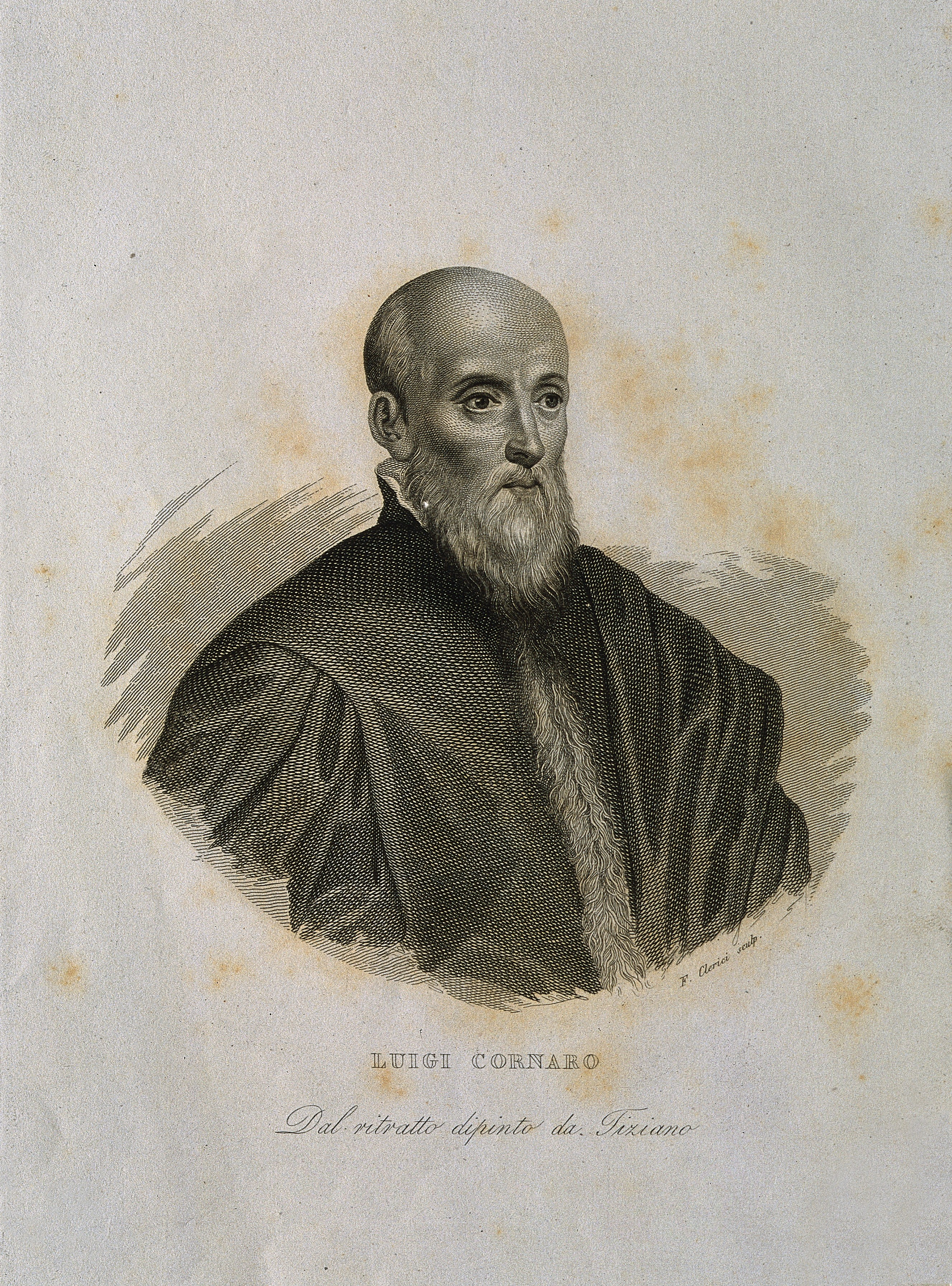
Eine Gravur, die den kalorienrestringierten Alvise Corner zeigen soll

Der Venezianer Alvise Corner (1467–1565) schrieb in seinem autobiografischen Traktat Discorsi della vita sobria (Vom mäßigen Leben), das er im Alter von 83 Jahren verfasste, sein hohes Alter und seine Gesundheit dem Umstand zu, dass er eine strenge Diät (Kalorienrestriktion) befolgte. Dabei aß Cornaro gerade so viel, wie zum Überleben notwendig war. Die Nahrung wählte er dabei nicht nach seinem Geschmack, sondern nach gesundheitlichen Aspekten aus.
Francis Peyton Rous stellte 1914 in Tierversuchen fest, dass durch eine Reduzierung des Nahrungsangebotes bei Ratten die Häufigkeit von Tumoren verringert und das Leben der Tiere verlängert werden kann. In den 1930er Jahren stellten Clive McCay und Kollegen nach ähnlichen Tierversuchen die Hypothese auf, dass die Lebensverlängerung durch Kalorienrestriktion bei Ratten auf eine verringerte Wachstumsrate zurückzuführen sei. Eine molekularbiologische Erklärung dafür hatten sie nicht.
Der lebensverlängernde Effekt der Kalorienrestriktion wurde 1934 von dem US-amerikanischen Biochemiker Clive Maine McCay (1898–1967) und Mary F. Crowell (beide Cornell University) beschrieben. McCay und Crowell stellten bei ihren Versuchen mit Ratten fest, dass die dauerhafte Reduzierung der Nahrungsmenge – unter Sicherstellung einer adäquaten Ernährung – die Lebenserwartung der Tiere signifikant erhöht. Ein Teil der Versuchstiere bekam dabei 33 Prozent weniger Nahrung als die Vergleichsgruppe, die ad libitum („nach Belieben“) ernährt wurde, wodurch die Lebenserwartung der erstgenannten Tiere um fast 50 Prozent verlängert wurde.
Morris Ross führte in den 1960er und 1970er Jahren weitere Experimente mit Ratten durch und konnte dabei McCays Hypothese untermauern.
Ross konnte in seinen Versuchsreihen feststellen, dass die Zusammensetzung der Nahrung – im Vergleich zur Kalorienrestriktion – einen deutlich geringeren Effekt zur Lebensverlängerung hat. Richard Weindruch und Roy Walford zeigten in den 1980er Jahren durch Experimente mit Mäusen, dass Kalorienrestriktion auch dann, wenn sie erst bei ausgewachsenen Tieren eingeleitet wird, das Leben verlängern kann. Sie schlossen daraus, dass weniger eine verzögerte Reifung die Hauptursache für die Lebensverlängerung ist, sondern dass die Kalorienrestriktion offensichtlich den Prozess des Alterns selbst positiv mediiert. In der zweiten Hälfte des 20. Jahrhunderts experimentierte die sowjetische Ärztin Galina Schatalowa mit der Kalorienrestriktion in Kombination mit Rohkost.
Während der 1980er und frühen 1990er Jahren begannen Forscher eine ernsthafte Diskussion über Studien zur Kalorienrestriktion unter Teilnahme von Menschen. In der Folge wurden Studien unter anderem mit Rhesusaffen (Macaca mulatta) durchgeführt, die zeigen konnten, dass die positiven Ergebnisse von anderen Tierarten auch auf Primaten übertragbar sind.
In den 1990er Jahren begann auch eine intensive Erforschung der Effekte der Kalorienrestriktion bei dem Fadenwurm Caenorhabditis elegans. 1998 veröffentlichten Bernard Lakowski und Siegfried Hekimi, dass Mutationen, die den Rachen des Wurmes verändern und die Nahrungsaufnahme beschränken, die Lebenserwartung um 50 % erhöhen.
Im Biosphäre-2-Experiment sollten sich die Studienteilnehmer vollständig aus dem inneren Stoffkreislauf eines geschlossenen Gebäudekomplexes ernähren. Roy Walford nahm von 1991 bis 1993 an dem Experiment teil. Als die Studienteilnehmer feststellen mussten, dass sie ihre Fähigkeit zur Produktion von Nahrungsmitteln überschätzt hatten, regte Walford eine Kalorienrestriktion an. Während sieben Achteln ihres zweijährigen Aufenthaltes konsumierten die acht Probanden eine geringfügig energiereduzierte (7300–8900 kJ/d = 1750–2100 kcal/d) Ernährung vor allem aus Gemüse, Obst, Nüssen, Getreide und Hülsenfrüchten. Walford berichtete, dass die gesunden, schlanken Versuchsteilnehmer mit vergleichbaren physiologischen, hämatologischen, hormonellen und biochemischen Veränderungen reagierten wie die Versuchstiere in Kalorienrestriktions-Studien.

## Wirkung bei verschiedenen Lebewesen

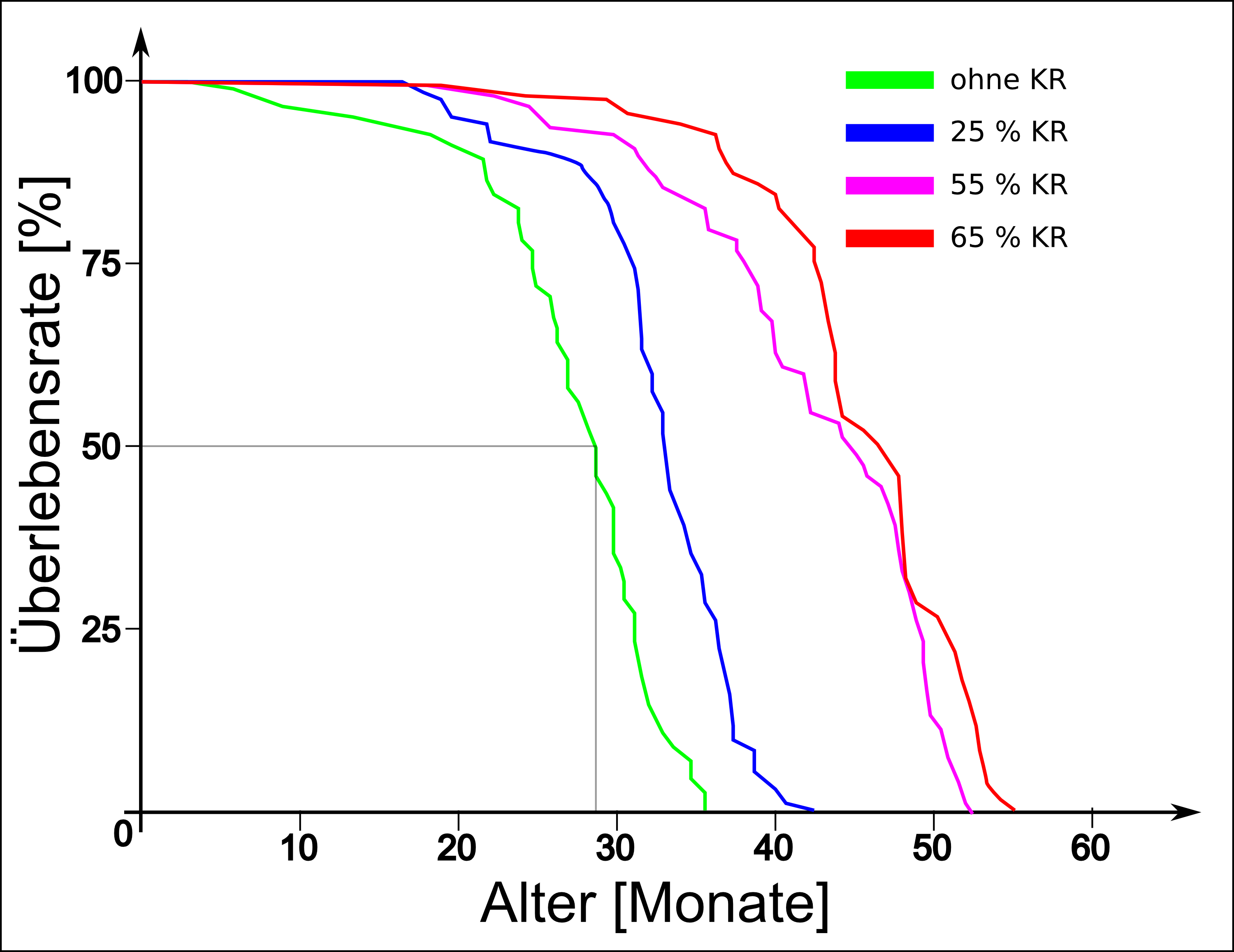
Auswirkungen der Kalorienrestriktion auf die Überlebensrate von Labormäusen (KR=Kalorienrestriktion)

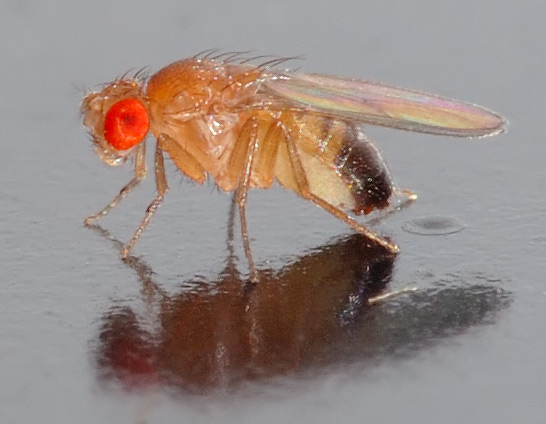
Kalorienrestriktion kann die Lebenserwartung der Schwarzbäuchigen Taufliege (Drosophila melanogaster) deutlich erhöhen.

Ähnliche Versuche wie die mit Mäuse wurden seit 1934 mit den unterschiedlichsten Spezies und variierten Versuchsbedingungen durchgeführt. Bei vielen Spezies wird nicht nur die mittlere Lebensdauer der Versuchstiere, sondern auch ihre maximale Lebensdauer erhöht. Die Häufigkeit altersbedingter Erkrankungen sinkt entsprechend.
Der Effekt des Zuwachses an maximaler Lebenserwartung stellt sich bei Nagetieren sowohl bei Beginn der Diät in der frühen Lebensphase (1. bis 3. Monat), als auch im mittleren Lebensabschnitt (12. Monat), ein. Wird dagegen mit der Kalorienrestriktion in einem späteren Lebensabschnitt der Versuchstiere begonnen, beispielsweise im 17. oder 24. Monat von Mäusen, so kehrt sich der Effekt um und die Lebensspanne der Versuchstiere verkürzt sich.
Die Kalorienrestriktion wurde unter anderem an Backhefe (Saccharomyces cerevisiae), dem Fadenwurm Caenorhabditis elegans, der Fruchtfliege Drosophila melanogaster, Mäusen, Ratten, Hunden und an nichtmenschlichen Primaten untersucht.
Sowohl in einer Studie mit Rhesusaffen des US-amerikanischen National Institute on Aging, als auch in einer Studie an Drosophila wurde vermutet, dass die Lebensverlängerung nicht nur von der Kalorienrestriktion, sondern auch von der Zusammensetzung der Nahrung abhängt.

## Allgemeine Kritik
Verschiedene Erkenntnisse lassen Zweifel an der Vorstellung aufkommen, dass Kalorienrestriktion den Alterungsprozess verlangsamt, den altersbedingten Rückgang der physiologischen Fitness verzögert oder die Lebensdauer von Organismen aus verschiedenen phylogenetischen Gruppen verlängert. Positive Effekte der Kalorienrestriktion sind nicht universell:
Bei Fruchtfliegen sind positive Effekte der Kalorienrestriktion bei sorgfältiger Kontrolle der Nährstofffraktionen nicht reproduziert.
Der durch Kalorienrestriktion bedingte Anstieg der Lebenserwartung ist teilweise noch nicht einmal unter den verschiedenen Stämmen der gleichen Spezies reproduzierbar.

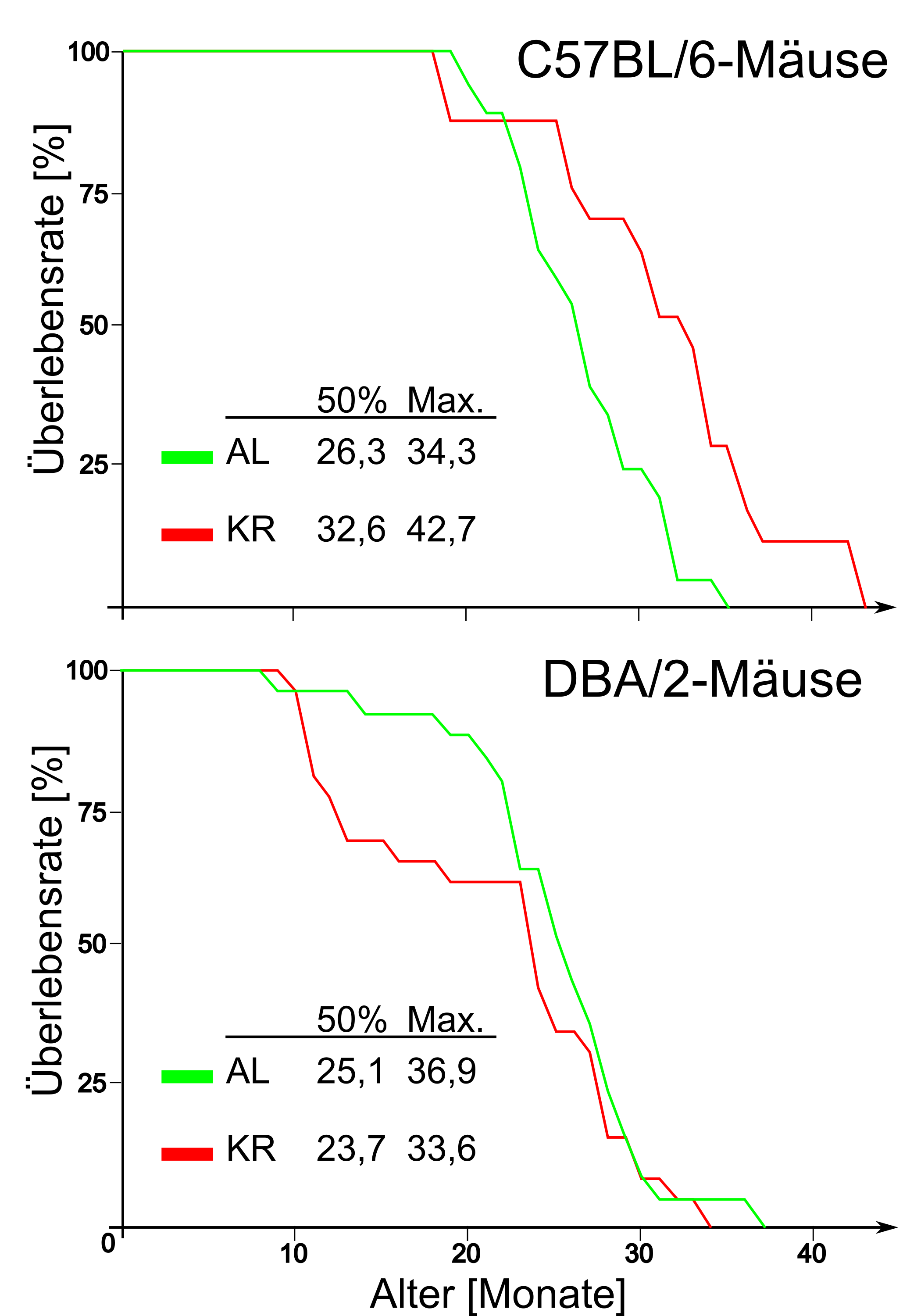
Nicht bei allen Mäusen bewirkt die Kalorienrestriktion eine Verlängerung der Lebensspanne. In der oberen Grafik ist bei C57BL/6-Mäusen („Labormäuse“) ein signifikanter Effekt zu beobachten, während dieser bei den DBA/2-Mäusen („Wildtyp“) darunter ausbleibt (AL=ad libitum, KR=Kalorienrestriktion).

So führt Kalorienrestriktion nicht bei allen Mäusestämmen zu einer Lebensverlängerung. Bei 19 bis 27 % der untersuchten Mäuserassen wurde durch eine Kalorienrestriktion von 40 % gar eine Verkürzung der Lebenserwartung festgestellt.
Die in Versuchen häufig eingesetzte C57BL/6-Maus neigt bei unbeschränktem Nahrungsangebot (ad libitum) zu Übergewicht. Bei diesen Tieren ist der Effekt der Kalorienrestriktion signifikant. DBA/2-Mäuse dagegen bleiben auch bei ad-libitum-Ernährung schlank. Bei Mäusen aus diesem Stamm führt die Kalorienrestriktion zu keiner Lebensverlängerung. DBA/2-Mäuse verbrauchen bei gleicher Energiezufuhr mehr Sauerstoff als C57BL/6-Mäuse, das heißt ihre Stoffwechselrate ist erhöht – sie sind schlechtere „Futterverwerter“. Bereits in früheren Versuchen wurde festgestellt, dass die Kalorienrestriktion am erfolgreichsten bei Mäusen verläuft, die im frühen Erwachsenenalter stark zugenommen haben. Die Ergebnisse dieser Studien werden dahingehend interpretiert, dass die Lebensspanne mehr durch das Gleichgewicht von Energiezufuhr und Energieverbrauch beeinflusst wird. Nur bei zu Übergewicht, beziehungsweise Adipositas, neigenden Versuchstieren kann die Kalorienrestriktion eine Lebensverlängerung bewirken.
Die o. g. NIA-Studie an Rhesusaffen fand keine Lebensverlängerung. In einer Langzeitstudie, die am Wisconsin National Primate Research Center über den Zeitraum von 20 Jahren an Rhesusaffen durchgeführt wurde, konnte dagegen ein signifikant besserer Gesundheitszustand und eine deutlich erhöhte Lebenserwartung in der Gruppe von Tieren festgestellt werden, die in diesem Zeitraum nur ein reduziertes Nahrungsangebot bekam. So lebten in dieser Gruppe noch 80 % der Tiere, während es in der normal ernährten Vergleichsgruppe nur noch 50 % waren. Darüber hinaus konnte bei den Tieren mit Kalorienrestriktion ein deutlich verzögertes Auftreten (late-onset) von altersassoziierten Erkrankungen wie Diabetes, Krebs und Hirnatrophie, sowie von kardiovaskulären Vorfällen beobachtet werden. Die Autoren der Studie kommen zu dem Ergebnis, dass Kalorienrestriktion bei dieser Primatenspecies den Alterungsprozess verzögert.

## Wirkung beim Menschen
Die bei den Versuchstieren zu beobachtenden hormonellen und metabolischen Effekte der Kalorienrestriktion, wie niedrigere Körpertemperatur, reduzierte Stoffwechselrate und geringerer oxidativer Stress, konnten auch am Menschen nachgewiesen werden. Des Weiteren wurden im Serum niedrigere Werte für Basalinsulin („Fasteninsulin“), profibrotische Proteine, verschiedene Wachstumsfaktoren – wie beispielsweise PDGF und TGF-α – als auch Zytokine wie Tumornekrosefaktor-α nachgewiesen. Gesichert ist auch die Erkenntnis, dass eine langfristige Kalorienrestriktion eine wirksame Vorbeugung gegen Diabetes mellitus Typ II, Bluthochdruck und Arteriosklerose ist, die zusammen die Hauptursachen für Morbidität, Behinderungen und Mortalität beim Menschen sind.

### Langlebigkeit
Es gibt derzeit keinen wissenschaftlichen Beweis dafür, dass eine dauerhafte Kalorienrestriktion – bei adäquater Ernährung des Menschen – im Vergleich zu einem schlanken Erwachsenen zu einer Verlängerung der Lebenserwartung führt. Unbestritten ist, dass starkes Übergewicht, das heißt Adipositas, zu einer Verkürzung der mittleren und maximalen Lebenserwartung führt. Allerdings bestätigten Reviews, dass Kalorienrestriktion (oder auch Intervallfasten) bei gesunden Erwachsenen wahrscheinlich zu ähnlicher Lebenserweiterung – Verlängerungen der Gesundheits- und Lebensspanne – führen, wie sie bei Tierversuchen festgestellt wurden. Sie beschreiben die gesundheitlichen Auswirkungen und die molekularen Mechanismen solcher Phasen, zu denen Autophagie zählt. Ein Problem wissenschaftlicher Untersuchungen dazu ist, dass die relativ lange Lebensdauer von Menschen es schwer macht, derartige Interventionen direkt zu testen. Zeiträume, in denen man die Kalorienaufnahme auf ein konstantes Defizit beschränkt, können mit Intervallfasten (Perioden mit Intervallen, in denen man keine Nahrung, sondern nur z. B. Wasser und Tee/Kaffee zu sich nimmt) und Varianten der mediterranen Ernährung kombiniert werden, welche in der Regel langfristige kardiovaskuläre Vorteile bewirkt und die Langlebigkeit ebenfalls erhöhen könnte. Welche Protokolle (etwa Dauer und Höhe des Kaloriendefizits) und Kombinationen (siehe z. B. Kalorienrestriktionmimetikum, Wirkungen des Kaffees und AMPK) mit Kalorienrestriktion beim Menschen allgemein und je nach Person wirksam oder am wirksamsten sind, ist noch unbekannt.

### Evolutionstheoretische Gegenargumente
Es gibt evolutionstheoretische Argumente dafür, dass Kalorienrestriktion bei Primaten, deren Ordnung auch die Menschenaffen inklusive des Menschen mit einschließt, keine oder nur eine geringe positive Wirkung auf die Lebensdauer hat:
Nach der Disposable-Soma-Theorie zur Evolution des Alterns müsste sich eine drastische Einschränkung der Energiezufuhr entweder auf die Reproduktion oder auf die Lebensdauer eines Organismus negativ auswirken, da nur die für den Stoffwechsel nicht benötigte Energie für die Reproduktion oder für Reparatur und Instandhaltung des Körpers (körperliche Integrität) aufgewendet werden kann. Die Disposable-Soma-Theorie stellt die Vermutung auf, dass ein Organismus seine Energie im Zustand des Mangels zuungunsten des Fortpflanzungsaufwands auf Reparatur und Instandhaltung kanalisiert wodurch ein längeres Leben auf Kosten der Reproduktionsfähigkeit möglich würde.
Dieser Umstand lässt sich evolutionär herleiten, insofern eine akute Hungersnot einen negativen Effekt auf das Überleben von Nachkommen haben kann und es darum in dieser Zeitperiode weniger sinnvoll ist, Energie in Nachkommen zu investieren (die möglicherweise nicht bis zur Geschlechtsreife überleben), als in die Reparatur und Instandhaltung des eigenen Körpers. Letzteres erhöht die Wahrscheinlichkeit, nach dem Abklingen des Nahrungsmangels Nachkommen zu zeugen, die dann eine bessere Überlebenschance haben.
Wird die Kalorienaufnahme von Nagetieren beschränkt, kann tatsächlich eine Beeinträchtigung des reproduktiven Systems beobachtet werden: Die erhöhte Langlebigkeit, die bei Nagetieren aus kalorischer Restriktion resultiert, geht stets mit einem dramatischen Rückgang der Fortpflanzungsfähigkeit einher. Normalerweise erreichen viele Nager die Geschlechtsreife im Alter von einem Monat und Weibchen sind in der Lage, alle anderthalb Monate ihr Körpergewicht in Nachkommen zu produzieren. Die Fortpflanzungsstrategie von Nagetieren besteht im Allgemeinen in einer frühen Reproduktion, die mit einer vergleichsweise geringen Lebenserwartung einhergeht.
Primaten auf der anderen Seite durchleben eine langsame Individualentwicklung bei geringer Vermehrungsrate, kombiniert mit einer längeren Lebensspanne als Nicht-Primaten mit vergleichbarer Körpergröße und einer deutlich längeren Lebensdauer als Nagetiere. Daraus wird die Schlussfolgerung gezogen, dass die Kalorienrestriktion bei Primaten und Menschen nicht analog zu Wirbellosen und kleinen Säugetieren wirkt, weil auch beim Menschen die reproduktive Investition gering, die Lebensspanne jedoch hoch ist.
Eine andere Hypothese besagt, dass die mögliche Lebensverlängerung durch Kalorienrestriktion nicht proportional zur Lebensdauer ist, sondern bei allen betrachteten Arten außerhalb der Tropen bei ungefähr einem Jahr liegt. Als Grund hierfür wird vermutet, dass die Variabilität der Nahrungsverfügbarkeit besonders vom jährlichen Rückgang der pflanzlichen Biomasse im Winter abhängt und somit unabhängig von der Größe eines Organismus, seiner Phylogenese oder absoluten Lebensdauer ist. [Diese These wird nach der Veröffentlichung von Aubrey de Grey aus 2005 gelegentlich als weather hypothesis (Wetter-Hypothese) referenziert.] Die Theorie lässt demnach nur eine Lebensverlängerung um 5 bis 14 Monate erwarten, was auch mit Untersuchungen bei verschiedenen Modellorganismen übereinstimmt.

### Risiken der Kalorienrestriktion beim Menschen
Speziell in den USA haben die tierexperimentellen Ergebnisse dazu geführt, dass – insbesondere in Kalifornien – die Kalorienrestriktion viele praktizierende Anhänger gefunden hat. Ein Teil der Anhänger hat sich zur Calorie Restriction Society zusammengeschlossen. Eine übertriebene Kalorienreduktion birgt immer die Gefahr einer Mangelernährung, was sich auf körperliche und geistige Gesundheit negativ auswirken kann. Vor möglichen Essstörungen bei der Kalorienrestriktion wird immer wieder gewarnt. Andererseits zeigte eine Studie, dass die Kalorienrestriktion nicht zu einer Häufung von Anorexia nervosa oder Bulimie führt. Die psychologischen Effekte der Kalorienrestriktion wurden in dieser Studie als positiv bewertet.
Eine langfristige Unterernährung kann neben positiven Effekten auch zu verschiedenen Mangelerkrankungen führen. Bei Minderjährigen können Entwicklungsstörungen auftreten. Die Kälteempfindlichkeit kann zunehmen. Der Eisprung kann bei Frauen mit sehr geringem BMI ausgesetzt werden, was in einer temporären Unfruchtbarkeit resultiert. Beim Minnesota Starvation Experiment wurden bei einer sechsmonatigen Kalorienrestriktion mit 90%igem Kohlenhydratanteil bei männlichen Erwachsenen Anämie, Ödeme in den unteren Extremitäten, Muskelschwund, Schwäche, neurologische Beeinträchtigungen, Schwindel, Reizbarkeit, Lethargie und Depression beobachtet. Eine kurzfristige Kalorienrestriktion kann zu Muskelschwund und verringerter Knochendichte führen. In Personen mit geringem Körperfettanteil kann eine Kalorienrestriktion schädlich sein.

## Mechanismus
Die Ursachen der Lebensverlängerung von Modellorganismen durch die kalorische Restriktion sind noch nicht aufgeklärt. Der diesem Effekt zugrundeliegende Mechanismus ist unbekannt. Möglicherweise entsteht die Verlängerung der Lebenszeit aus der Verbesserung des Gesundheitszustandes durch die Abwesenheit von Übergewicht und dem späteren Einsetzen altersbedingter Erkrankungen des metabolischen Syndroms wie Herz-Kreislauf-Erkrankungen und Diabetes mellitus Typ II.
Studien, die mit Mäusen durchgeführt wurden, deuten darauf hin, dass die mit Kalorienrestriktion einhergehende Lebensverlängerung nicht einfach eine Folge von Schlankheit ist, die durch die Kalorienbeschränkung hervorgerufen wird. Die maximale Lebensdauer männlicher Ratten, die durch körperliche Bewegung eine niedrige Körperfettmasse hielten, stieg nicht an, sehr wohl jedoch die von Mäusen, die bei einer bewegungsarmen Lebensweise allein durch Kalorienrestriktion ein niedriges Körpergewicht hielten.
Die Kalorienrestriktion in Ratten erzeugt lösliche Faktoren im Blutserum, die bei menschlichen Zellkulturen eine Lebensverlängerung hervorrufen. Verschiedene Mechanismen werden diskutiert:

### Verminderung von oxidativem Stress
Es gibt Hinweise dafür, dass der oxidative Stress durch die verminderte Nahrungsaufnahme reduziert wird und sich dadurch das primäre Altern verzögert. Das primäre Altern ist der Prozess von Zellen und Organen, der – bei Abwesenheit von Krankheiten – die maximale Lebensspanne definiert (unvermeidliches Altern). Das sekundäre Altern wird durch äußere Faktoren wie beispielsweise Erkrankungen, Umweltfaktoren, Lebensstil und körperliche Aktivität bestimmt (vermeidbares Altern). Der oxidative Stress findet vor allem in den Mitochondrien, den Kraftwerken der Zellen, statt. Durch Resveratrol kann der Effekt der Kalorienrestriktion in manchen Mäusestämmen teilweise induziert werden. In Hefen dient das Protein Rim15, eine Glucose-gehemmte Proteinkinase, als Sensor von Nährstoffkonzentrationen sowie der Einleitung der Meiose und ist notwendig für eine Lebenszeitverlängerung in Hefen. Jedoch wurde in einer Meta-Analyse auch davon berichtet, dass eine Kalorienrestriktion – entgegen früheren Ergebnissen – in Hefen nicht zu einer Verlängerung der Lebenszeit führt, sondern die Ergebnisse in Hefen teilweise auf methodischen Artefakten beruhen.

### Hormesis
Einer gegenteiligen Hypothese zufolge soll der oxidative Stress Reaktive Sauerstoffspezies (engl. reactive oxygen species, ROS) den Zellstoffwechsel positiv stimulieren (Hormesis), was den Gesundheitsvorteil der Kalorienrestriktion wie auch von Fasten, oxidativen Pflanzenstoffen im Kohlgemüse, und Körpertraining erkläre.
Im Gegensatz zur Theorie der freien Radikale wird dabei angenommen, dass eine mit Kalorienrestriktion verbundene erhöhte Bildung von reaktiven Sauerstoffspezies in den Mitochondrien eine adaptive Reaktion verursacht, die die Stressresistenz erhöht.

### Aktivierung von Sirtuin-1 und verminderte Expression des mTOR-Rezeptors
Die signalregulierenden Enzyme Sirtuin-1 (Sirt1) in Säugetieren bzw. Sirtuin Sir2 in Hefen könnten eine Rolle spielen. Die Zellen der kalorisch restriktiv ernährten Versuchstiere produzieren Sirt1 in größeren Mengen. Eine erhöhte Produktion von Sirt1 vermindert wiederum die Expression des mTOR-Rezeptors (mammalian Target of Rapamycin), der ebenfalls mit dem Alterungsprozess in Zusammenhang steht. Durch Verabreichung von Rapamycin, das an den mTOR-Rezeptor andockt, kann die Lebenserwartung von Mäusen signifikant verlängert werden. Melatonin wird ebenfalls aufgrund einer Sirtuin-Aktivierung untersucht.

### „Neuprogrammierung“ von Stoffwechsel und Genexpression
Einer anderen Theorie zufolge wird durch die langfristige reduzierte Nahrungsaufnahme der Stoffwechsel neu „programmiert“. So wurde bei Mäusen unter kalorischer Restriktion eine veränderte Genexpression festgestellt. So werden einerseits die Gene, die in den Energiestoffwechsel involviert sind, überexprimiert, während auf der anderen Seite über 50 pro-inflammatorische Gene herunterreguliert werden. Möglicherweise wird die Regeneration von manchen Stammzellen verstärkt. Durch Metformin lässt sich in manchen Mäusestämmen ein ähnlicher Effekt induzieren.

### Vermehrte Bildung von Ketonkörpern
Sowohl Kalorienrestriktion als auch die ketogene Diät besitzen bei verschiedenen Tiermodellen neurologischer Erkrankungen therapeutisches Potenzial. Unter Kalorienrestriktion kommt es zu einem Übergang vom Glucosestoffwechsel zur Nutzung von Ketonkörpern. Ketonkörper können als alternative Energiequelle für Gehirnzellen verwendet werden, wenn die Glucoseverfügbarkeit mangelhaft ist.
Ketonkörper schützen Neuronen gegen verschiedene Arten von neuronalen Verletzungen. Dies ist ein Erklärungsansatz für die günstige Wirkung der Kalorienrestriktion im Tiermodell neurologischer Erkrankungen.

### Vermehrte Autophagozytose
Autophagozytose oder Autophagie, auch als „zellulären Selbstverdauung“ bezeichnet, ist ein zellulärer Signalpfad, der beim Abbau von Proteinen und Organellen beteiligt ist, und bei verschiedenen Krankheiten eine Rolle spielt. Fehlfunktionen der Autophagie werden mit Neurodegeneration, mikrobiellen Infektionen und Altern in Verbindung gebracht.
Mehrere Hinweise deuten darauf hin, dass Autophagie Bedeutung für die Effekte der Kalorienrestriktion hat: Die Effizienz der Autophagie nimmt mit zunehmendem Alter ab; die Abnahme der Autophagie geht mit Veränderungen der Biomarker des Alterns einher; die altersabhängige Veränderung der Autophagie wird im Experiment durch Kalorienrestriktion verhindert; wird eine Abnahme der Effizienz der Autophagie verhindert, ähneln die Effekte denen der Kalorienrestriktion; eine lang anhaltende Hemmung der Autophagie beschleunigt den Prozess des Alterns; eine lang anhaltende Stimulation der Autophagie verzögert hingegen den Alterungsprozess bei Ratten; die Stimulation der Autophagie können ältere Zellen vor einer Anhäufung von veränderter mitochondrialer DNA bewahren; die Stimulation der Autophagie lindert altersbedingte Hypercholesterinämie bei Nagern.
Ein vergleichbarer Effekt wurde bei Pflanzen beobachtet, deren Belichtung reduziert wurde.

### Verminderte Schilddrüsenhormone
Die Plasmaspiegel der Schilddrüsenhormone Trijodthyronin (T3), Thyroxin (T4) und Thyroid-stimulierendes Hormon (TSH) wurden in Rhesusaffen (Macaca mulatta) gemessen, die einer 30 % CR-Diät unterworfen waren. Der T3-Wert im Plasma sank im Vergleich zur Kontrollgruppe. Angesichts der Auswirkungen der Schilddrüsenachse auf den Stoffwechsel könnte dies ein Mechanismus sein, über den eine CR-Diät ihre gesundheitlichen Vorteile vermittelt.

## Kalorienrestriktions-Mimetika
Auch wenn die Ergebnisse von humanen Studien einen positiven Effekt der Kalorienrestriktion auf die Lebenserwartung von Menschen belegen sollten, so ist die nötige Reduktion der Zufuhr von Nahrungsenergie über die entsprechende Dauer und mit dem entsprechenden Grad für die Mehrzahl von Menschen nicht praktikabel oder erwünscht.
Daher werden auch sogenannte Kalorienrestriktions-Mimetika (engl. CR mimetics) erforscht. Das Ziel dieser Strategie ist es, Verbindungen zu entdecken, welche die Wirkungen einer Kalorienrestriktion im menschlichen Körper nachahmen, indem sie beispielsweise auf denselben metabolischen Bahnen wirken, ohne dass eine tatsächliche Beschränkung der Zufuhr an Nahrungsenergie erforderlich wäre.
Allerdings sind weitere Studien erforderlich, um festzustellen, ob Kalorienrestriktions-Mimetika tatsächlich einen Einfluss auf die Lebenserwartung von Menschen haben.

### Auswahl möglicher Kalorienrestriktions-Mimetika
Ingram zufolge kommen als Stoffe zur Nachahmung der Kalorienrestriktion im menschlichen Körper verschiedene Stoffe in Frage:
- 2-Desoxy-D-glucose ist ein Stoff, der Ketogenese einleiten kann,[88] lässt Ratten etwas weniger Körpergewicht aufbauen als Kontrolltiere und führt zu einer signifikanten Senkung der Körpertemperatur und des Nüchtern-Seruminsulinspiegels, womit gewisse Effekte der Kalorienrestriktion simuliert wurden.[89]
- Metformin, ein oral einzunehmendes Antidiabetikum, lässt bei Ratten die Krebsinzidenz sinken und verlangsamt das Fortschreiten der Krankheit. Es verringert ebenso das Auftreten kardiovaskulärer Krankheiten und verlängert die Lebensspanne.[90]
- Glipizid ist wie Metformin ein oral einzunehmendes Antidiabetikum, das dabei hilft, den Blutzuckerspiegel zu kontrollieren. Es wirkt durch teilweise Blockierung der Kalium-Kanäle der Beta-Zellen der Langerhans-Inseln.[91]
- Rosiglitazon verhindert die Fettsäuren-induzierte Insulinresistenz durch Verminderung der Glucoseinfusionsrate und verbessert die Insulin-vermittelte Unterdrückung der hepatischen Glucoseproduktion. Darüber hinaus verbessert es die systemische Beseitigung von nicht-veresterten Fettsäuren.[92]
- Pioglitazon gehört ebenso wie Rosiglitazon zu der Stoffklasse der Thiazolidindione/Glitazone.
- Soja-Isoflavone scheinen kardioprotektive Effekte zu besitzen, die denen der Kalorienrestriktion ähneln, wie eine Verringerung des LDL-Cholesterins, eine Hemmung von proinflammatorischen Zytokinen, Stimulierung der Stickstoffmonoxid-Produktion, potentielle Reduzierung von LDL-Partikeln, Hemmung der Thrombozyten-Aggregation und eine Verbesserung der vaskulären Reaktivität.[93]

- Resveratrol erhöht die Überlebensrate von fettleibigen Mäusen gegenüber einer Kontrollgruppe aus mageren, unbehandelten Tieren. Das Hinzufügen von Resveratrol zur Ernährung von mageren Mäusen resultiert bewirkt jedoch keine weitere Zunahme der Lebensdauer.[94]
- Rimonabant gehört zu den Endocannabinoiden, Cannabis-ähnliche Substanzen, die den Appetit und die Energiebilanz regulieren können. Rimonabant ist ein Cannabinoid-1-Rezeptor-Blocker. Durch Überstimulation des Endocannabinoid-Rezeptors im Hypothalamus stimuliert es die Fettsäuresynthese (Lipogenese), vermutlich indem es den Adiponektinspiegel erhöht. Diese Lipogenese reduziert intraabdominelles Fett. Rimonabant verbessert darüber hinaus das Lipidprofil und die Glucosetoleranz.[95]
- Adiponectin, ein von Fettzellen sezerniertes Hormon, verringert bei fettleibigen Mäusen eine Insulin-Resistenz durch eine Verringerung des Triglyceridgehalt in Muskeln und Leber.[96]
- Sirolimus/Rapamycin hemmt, wenn es Mäusen mit der Nahrung verabreicht wurde, den mTOR-Signalweg und resultierte in einer deutlich erhöhten Lebensdauer im Vergleich zu Kontrollmäusen.[97]
- Acipimox hemmt die Freisetzung von Fettsäuren aus dem Fettgewebe und reduziert die Blutkonzentration von LDL-Partikeln, einhergehend mit einer Reduzierung des Triglycerid- und Cholesterinspiegels.[95]

### Unerwünschte Arzneimittelwirkung von Kalorienrestriktions-Mimetika
Abhängig von ihrer Wirkstoffklasse, weisen die oben genannten CR-Mimetika unterschiedliche Nebenwirkungen/unerwünschte Arzneimittelwirkungen auf:
- Sirolimus inhibiert IL-2 und andere Cytokin-Receptor-abhängige Signalkaskaden und entfaltet so eine stark immunsuppressive Wirkung.[98]
- Metformin kann in seltenen Fällen eine Laktatazidose verursachen.[99]
- Rimonabant kann Durchfall, Schwindel und Übelkeit verursachen, sowie Atemwegsinfektionen begünstigen. Weitere mögliche unerwünschte Wirkungen sind Suizidgedanken, Gedächtnisstörungen und vermutlich auch Krampfanfälle.[100]
- Rosiglitazon kann – besonders in Kombination mit Insulin – Gewichtszunahme und Hypercholesterinämie, Blutarmut, sowie Ödeme, verursachen.[101]
- Pioglitazon kann sowohl Körpergewicht als auch die Wassermenge im Körper ansteigen lassen und erhöht auch das Frakturrisiko.[102] Ebenso könnte es möglicherweise das Risiko für Blasenkrebs erhöhen.[103]
- Adiponektin ist bei Frauen mit erhöhten Plasmaspiegeln mit erhöhtem Demenzrisiko assoziiert.[104]